# هرناز سندهو
هرناز کور سندهو (به هندی: हरनाज़ कौर संधू) (زاده ۳ مارس ۲۰۰۰) بازیگر، مدل و ملکه زیبایی هندی است.
او به نمایندگی از هند در مسابقات دوشیزه جهان در سال ۲۰۲۱ شرکت کرد و برنده شد.